# Championnats de France de tennis de table 2015
Navigation
Championnats de France 2014 Championnats de France 2016
Les Championnats de France de tennis de table 2015 ont lieu à Orchies dans le département du Nord (59) les 27, 28 février et 1er mars 2015. 
Il s'agit de la 85e édition de cette compétition, qui se déroule dans la salle Pubeco Arena Pévèle d’Orchies, disposant de 4 500 places.
Sont disputés des tableaux simples messieurs, simples dames, doubles messieurs, et doubles dames.

## Simple messieurs
La finale oppose Stéphane Ouaiche le tenant du titre, à Adrien Mattenet qui a battu Emmanuel Lebesson en demi-finale. Le n°1 du tableau, Simon Gauzy, avait été battu dès les 1/8e de finale. Adrien Mattenet s'impose à l'issue d'une finale très disputée sur le score de 4 manches à 3, et 18-16 lors de la manche décisive.

## Simple dames
La finale oppose Carole Grundisch à Jia Nan Yuan, qui s'impose 4 sets à 2 et remporte son 2e titre après celui de 2012.

## Double messieurs
Romain Lorentz et Brice Ollivier s'imposent en finale contre la paire Damien Éloi - Stéphane Ouaiche.

## Double dames
Carole Grundisch et Xue Li remportent le titre.